# فهرس التصميم الأمريكي

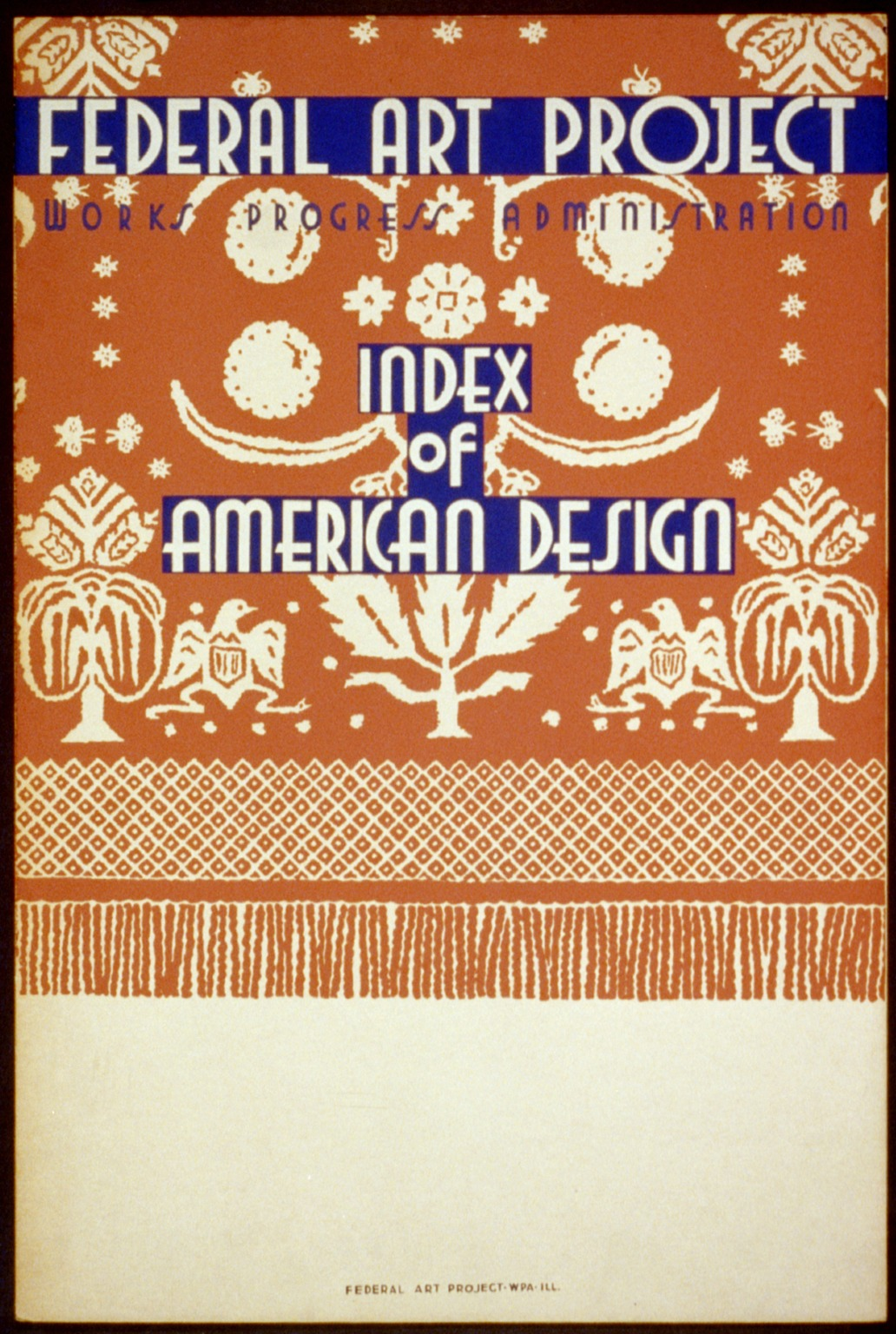
مشروع الفن الاتحادي ، مؤشر ملصق معرض التصميم الأمريكي

فهرس التصميم الأمريكي عبارة عن مجموعة من 18257 رسمًا بالألوان المائية لأشياء من الفنون الزخرفية والفولكلورية الأمريكية ، يحتفظ بها من قبل المعرض الوطني للفنون في واشنطن العاصمة.
على الرغم من أن المجموعة تم إنشاؤها من قبل حوالي 400 فنان بين عامي 1935 و 1942، فقد كان ينظر إليها على أنها توثيق أكثر من التعبير الشخصي، وهو من بين الأسباب التي تجعلها أقل شهرة من غيرها مشاريع الفن الاتحادي. كان هدف المؤشر هو وضع الأساس للفن والتصميم الأمريكيين وسياقهما باستخدام ، كأساس ، هذه العناصر التي تم إنشاؤها بين الفترة الاستعمارية ونهاية القرن التاسع عشر.
كونستانس رورك كان المحرر والباحث المقيم في الفهرس; كانت روث ريفز مشرفها الميداني. تنبع الفائدة رورك ، في جزء منه ، من عملها على تشارلز شيلر. من بين المشاريع التي انبثقت من المؤشر كلارنس هورنونجفي خزانة التصميم الأمريكي وكسيارة لخلق فرص العمل ، استخدم إنشاء المؤشر حوالي ألف فرد في أربع وثلاثين ولاية مختلفة.